# K.-o.-System
Das K.-o.-System (von englisch knockout, etwa „herausschlagen“ oder „außer Gefecht setzen“), seltener auch Einzelausscheidung (englisch Single elimination im Unterschied zu Double elimination, siehe Doppel-K.-o.-System) oder Pokalsystem (englisch Cup System), ist eine Turnierform, die in Sportarten wie z. B. Tennis oder in Cup-Bewerben im Fußball angewendet wird, wobei der Verlierer einer Begegnung aus dem Turnier ausscheidet. Bei Wettbewerben, die nur teilweise im K.-o.-System ausgetragen werden, wird der entsprechende Abschnitt auch als K.-o.-Phase bezeichnet.

## Ablauf eines K.-o.-Turniers
In jeder Spielrunde treffen jeweils 2 Teilnehmer aufeinander. Die Sieger der Erstrundenspiele steigen in die zweite Runde auf, die Verlierer scheiden aus. Die Sieger der Zweitrundenspiele treffen in der dritten Runde aufeinander, während die Verlierer wiederum ausscheiden usw. Zuletzt bleiben zwei Teilnehmer übrig, die im Finale um den Turniersieg kämpfen.
Das K.-o.-System funktioniert am besten, wenn die Zahl der Teilnehmer eine Zweierpotenz darstellt, also 2, 4, 8, 16, 32 usw. Ansonsten erhalten einige Teilnehmer in der ersten Runde ein Freilos (Bye). Mit jeder Runde halbiert sich die Anzahl der Teilnehmer. Im Achtelfinale sind es 16, im Viertelfinale acht, im Halbfinale (auch Semifinale) vier und im Finale nur noch zwei Teilnehmer.
Gleichzeitig ist das K.-o.-System diejenige Turnierform, welche die Anzahl der Spiele und Spielrunden minimiert: bei 22 = 4 Teilnehmern benötigt man 2 Runden, bei 23 = 8 Teilnehmern 3 Runden, bei 24 = 16 Teilnehmern 4 Runden usw. Die Anzahl der Spiele insgesamt ist um 1 kleiner als die Anzahl der Teilnehmer. Zum Beispiel müssen bei 32 Mannschaften insgesamt 31 Spiele gespielt werden. Ein weiterer Vorzug des K.-o.-Systems ist der einfache, leicht verständliche Aufbau.
Diese Turnierform erfüllt die meisten Anforderungen an eine Turnierform. Werden jedoch in der ersten Runde die Paarungen gelost, so kann es geschehen, dass bereits in der ersten Runde der beste Teilnehmer auf den zweitbesten trifft, d. h. beim einfachen K.-o.-System ist nicht gewährleistet, dass der zweitbeste Teilnehmer den zweiten Platz erreicht (vorausgesetzt in jeder Begegnung gewinnt der jeweilige Favorit).
Um zu vermeiden, dass bei Turnieren mit K.-o.-System die Favoriten bereits sehr früh aufeinandertreffen, werden die Teilnehmer gegeneinander gesetzt (Seeding). Bei einem Turnier mit 128 Teilnehmern spielt daher in der ersten Runde der beste Teilnehmer (Nr. 1) gegen Nr. 128, Nr. 2 gegen 127 usw. Gewinnen jeweils die Favoriten, so treffen in der zweiten Runde Spieler Nr. 1 auf Nr. 64, Nr. 2 auf Nr. 63 usw. Im Finale stehen einander die beiden Besten gegenüber.

## Nachteile
- Die Hälfte der Teilnehmer scheidet bereits in der ersten Runde aus. Dies hat zur Folge, dass schwächere Spieler/Teams kaum Turniererfahrung gewinnen.
- Der Vorteil, dass das K.-o.-System die Anzahl der durchzuführenden Spiele minimiert, bedingt auch einen Nachteil: denn je weniger Spiele durchgeführt werden, desto größer ist der Einfluss des Zufalls, im Besonderen der Einfluss der vor Beginn eines Turniers notwendigen Auslosung. Das K.-o.-System ist daher nur geeignet, den/das beste(n) Spieler/Team zu ermitteln, nicht aber den zweitbesten, da durch die Auslosung der/das beste Spieler/Team bereits vor dem Finale auf den/das zweitbeste(n) treffen kann.
- Bei Wettkämpfen, in denen Unentschieden häufig vorkommen, müssen Tie-Breakers angewendet werden, um einen Sieger zu ermitteln, diese sind sehr oft umstritten (z. B. beim Fußball Verlängerung, Golden Goal, Silver Goal, Elfmeterschießen, Wiederholungsspiele oder gar das Werfen eines Loses).

## Weitere Bewertung
Der Vorteil eines Turniers nach K.-o.-System besteht darin, dass eine Entscheidung vergleichsweise schnell herbeigeführt wird (z. B. im Vergleich mit einem Rundenturnier). Eine einmalige Niederlage bedeutet demzufolge jedoch bereits das Ausscheiden aus dem Turnier. Daher wird dem Zufall bei diesem Turnierformat ein sehr hoher Einfluss beigemessen.
Das Setzen begünstigt die Favoriten, was von den übrigen Spielern als unfair empfunden wird. Ändern sich die Spielstärken der einzelnen Teilnehmer nur relativ langsam, so ergeben sich sehr viele gleiche Spielpaarungen in aufeinanderfolgenden Turnieren, und das ist für den Veranstalter wie auch für den Zuschauer unbefriedigend. Darüber hinaus hätte die Nr. 128, die stets gegen die Nr. 1 anzutreten hat, nie eine Möglichkeit sich zu verbessern.
Bei Tennis-Turnieren etwa wird daher eine Mischung aus Auslosen und Setzen angewendet. Bei Grand-Slam-Turnieren werden nur die Top-32-Spieler gesetzt: Spieler 1 wird auf Position 1, Spieler 2 auf Position 2 gesetzt, die Spieler 3 und 4 werden auf die Positionen 3 und 4 gelost, die Spieler 5 bis 8 werden auf die Positionen 5 bis 8 gelost, die Spieler 9 bis 16 auf die Positionen 9 bis 16 und die Spieler 17 bis 32 auf die Positionen 17 bis 32 gelost; alle übrigen Teilnehmer (also die Spieler 33 bis 128) werden gelost.

## Beispiel
Die letzten drei Runden der French Open 2008/Dameneinzel wurden zwischen acht Spielerinnen ausgetragen:
|  | Viertelfinale (VF) | Viertelfinale (VF) | Viertelfinale (VF) | Viertelfinale (VF) | Viertelfinale (VF) |              |             | Halbfinale (HF) | Halbfinale (HF) | Halbfinale (HF) | Halbfinale (HF) | Halbfinale (HF) |  |  | Finale (F) | Finale (F) | Finale (F) | Finale (F) | Finale (F) |
|  |                    |                    |                    |                    |                    |              |             |                 |                 |                 |                 |                 |  |  |            |            |            |            |            |
|  | 13                 | D. Safina          | 4                  | 7                  | 6                  |              |             |                 |                 |                 |                 |                 |  |  |            |            |            |            |            |
|  | 7                  | J. Dementjewa      | 6                  | 65                 | 0                  |              |             |                 |                 |                 |                 |                 |  |  |            |            |            |            |            |
|  | 7                  | J. Dementjewa      | 6                  | 65                 | 0                  | 13           | D. Safina   | 6               | 6               |                 |                 |                 |  |  |            |            |            |            |            |
|  |                    |                    |                    |                    |                    | 13           | D. Safina   | 6               | 6               |                 |                 |                 |  |  |            |            |            |            |            |
|  |                    | 4                  | S. Kusnezowa       | 3                  | 2                  |              |             |                 |                 |                 |                 |                 |  |  |            |            |            |            |            |
|  | 4                  | 4                  | S. Kusnezowa       | 3                  | 2                  | S. Kusnezowa | 7           | 6               |                 |                 |                 |                 |  |  |            |            |            |            |            |
|  | 4                  |                    |                    |                    |                    |              | 7           | 6               |                 |                 |                 |                 |  |  |            |            |            |            |            |
|  |                    | K. Kanepi          | 5                  | 2                  |                    |              |             |                 |                 |                 |                 |                 |  |  |            |            |            |            |            |
|  |                    |                    |                    |                    |                    |              | 13          | D. Safina       | 4               | 3               |                 |                 |  |  |            |            |            |            |            |
|  |                    | 2                  | A. Ivanović        | 6                  | 6                  |              |             |                 |                 |                 |                 |                 |  |  |            |            |            |            |            |
|  | Q                  | C. Suárez-Navarro  | 3                  | 2                  |                    |              |             |                 |                 |                 |                 |                 |  |  |            |            |            |            |            |
|  | 3                  | J. Jankovic        | 6                  | 6                  |                    |              |             |                 |                 |                 |                 |                 |  |  |            |            |            |            |            |
|  | 3                  | J. Jankovic        | 6                  | 6                  | 3                  | J. Jankovic  | 4           | 6               | 4               |                 |                 |                 |  |  |            |            |            |            |            |
|  |                    |                    |                    |                    |                    | J. Jankovic  | 4           | 6               | 4               |                 |                 |                 |  |  |            |            |            |            |            |
|  |                    | 2                  | A. Ivanović        | 6                  | 3                  | 6            |             |                 |                 |                 |                 |                 |  |  |            |            |            |            |            |
|  | 10                 | 2                  | A. Ivanović        | 6                  | 3                  | 6            | P. Schnyder | 3               | 2               |                 |                 |                 |  |  |            |            |            |            |            |
|  | 10                 |                    |                    |                    |                    |              | P. Schnyder | 3               | 2               |                 |                 |                 |  |  |            |            |            |            |            |
|  | 2                  | A. Ivanović        | 6                  | 6                  |                    |              |             |                 |                 |                 |                 |                 |  |  |            |            |            |            |            |

Des Weiteren ist es für das Setzen unerlässlich, die Stärke der einzelnen Teilnehmer bereits im Voraus sehr genau einschätzen zu können, was wiederum sehr aufwändige und daher oft schwer nachvollziehbare Bewertungsmethoden erfordert (z. B. Elo-Zahl beim Schach, Weltrangliste beim Tennis).

## Turnier-Varianten
Bei einem Turnier nach dem K.-o.-System gibt es folgende Preise: Der Sieger belegt den ersten Platz; der Verlierer des Finales belegt den zweiten Platz, die Verlierer der beiden Semifinalspiele belegen die beiden dritten Plätze. Manchmal tragen die Verlierer der Semifinalspiele untereinander ein „Kleines Finale“ aus, das Spiel um den dritten Platz oder Spiel um Platz drei.
Auf analoge Art können auch die Plätze 5 bis 8 bestimmt werden: Zuerst spielen jeweils zwei Verlierer der Viertelfinalspiele gegeneinander, sodann treffen die beiden Sieger aus diesen Partien aufeinander und spielen um die Plätze 5 und 6, während die Verlierer aus diesen Spielen eine Partie um die Plätze 7 und 8 austragen.
Prinzipiell lässt sich durch entsprechende zusätzliche Klassifikationsspiele eine durchgehende Reihung ermitteln, doch wird davon zumeist abgesehen; selbst die Durchführung eines Spiels um den dritten Platz ist keineswegs überall üblich.
Gelegentlich tragen die in der ersten Runde ausgeschiedenen Teilnehmer unter sich ein separates K.-o.-Turnier aus, dieses Turnier wird Trostrunde oder englisch Consolation genannt (Anmerkung: Dabei handelt es sich um ein eigenes Turnier und besteht selbst aus mehreren Runden). Es können auch mehrere Consolations gespielt werden: 1st Consolation, 2nd Consolation und Last Chance.
Die Trostrunden werden gelegentlich auch als Hoffnungslauf bezeichnet, manchmal ist es dem Gewinner dieser Runde gestattet, wieder ins Hauptturnier einzutreten: dies führt im Wesentlichen zum Double-knock-out-Format.
Beim Bergvall-System folgt nach dem Endspiel eine weitere K.-o.-Runde all der Teilnehmer, die zuvor im direkten Vergleich mit dem Turniersieger ausgeschieden sind. Damit soll sichergestellt werden, dass der zweite Platz tatsächlich vom zweitstärksten Teilnehmer des Turniers errungen wird. Nach demselben System können dann auch noch die weiteren Platzierungen ausgespielt werden.
Bei internationalen Fußball-Turnieren werden manchmal in jeder Runde zwei Spiele durchgeführt, um Vorteile durch das Heimrecht auszugleichen; in diesem Fall werden die Punkte bzw. Tore der beiden Spiele addiert. Bei einem Unentschieden kann die Auswärtstorregel angewendet werden.
Um die Entscheidung nicht durch ein einziges Spiel herbeizuführen, gibt es Varianten, bei denen derjenige die nächste Turnierrunde erreicht, der zuerst eine zuvor festgelegte Anzahl von Siegen erreicht. Mit anderen Worten: Man definiert den für das Weiterkommen benötigten Sieg neu; dieser ist eben erst nach mehreren Gewinnen in einzelnen Spielen erreicht. So bedeutet z. B. Best of Five, dass derjenige die nächste Turnierrunde erreicht, der bei maximal fünf Begegnungen zuerst dreimal gewonnen hat – der Unterlegene kann dann nur auf maximal zwei Siege kommen. Dies wird beispielsweise beim Eishockey oder Basketball angewendet. Beim Tennis spielt man Best of Five oder Best of Three, d. h. derjenige Spieler kommt weiter, der als erstes drei bzw. zwei Sätze gewinnt.
Erlaubt eine Disziplin zwar das gleichzeitige Antreten mehrerer, jedoch nicht das gleichzeitige Antreten aller Teilnehmer (z. B. Kurzstreckenlauf, Schwimmsport, Poker), so lässt sich das K.-o.-System folgendermaßen variieren: Es werden mehrere Vorläufe durchgeführt; in jedem Vorlauf treten mehrere Teilnehmer im K.-o.-System gegeneinander an, von denen sich eine bestimmte Anzahl (oft die Hälfte) für die nächste Runde qualifiziert.
Bekannte Wettbewerbe, die im K.-o.-System ausgetragen werden, sind die nationalen Fußball-Pokalwettbewerbe, wie zum Beispiel der deutsche DFB-Pokal, der österreichische ÖFB-Cup oder der Schweizer Cup. In manchen Bewerben (z. B. UEFA-Cup, Champions-League-Qualifikation, manche nationalen Pokalwettbewerbe) spielen nicht alle Mannschaften bereits ab der ersten Runde mit, so dass die Teilnehmerzahl in den ersten Runden keine Zweierpotenz darstellt.
Eine weitere spezielle Variante des K.-o.-Systems findet man bei Kartenspielen, namentlich beim Preisschnapsen und Preiswatten.
In vielen Fällen wird eine Kombination aus K.-o.-System und Rundenturnier verwendet.
Zumeist wird der erste Abschnitt des Turniers als Rundenturnier mit mehreren Gruppen oder Ligen, ein weiterer als K.-o.-Turnier durchgeführt. Beispiele hierfür sind die Fußball-Weltmeisterschaft und Fußball-Europameisterschaft sowie die meisten europäischen Fußball-Pokalwettbewerbe. Hier werden die Mannschaften überwiegend in Gruppen von je vier Mannschaften aufgeteilt. Zwischen den Mannschaften einer Gruppe spielt jeder gegen jeden. Dies wird als Gruppenphase, manchmal auch als Vorrunde bezeichnet. Die Gruppenersten und Gruppenzweiten spielen dann im K.-o.-System gegeneinander.

## Mathematische Zusammenhänge
Bei einem K.-o.-Turnier, wo die Anzahl der Teilnehmer eine Zweierpotenz ist, also 2, 4, 8, 16, 32 usw., gibt es {\displaystyle {\frac {(2^{k})!}{2^{2^{k}-1}}}} verschiedene Möglichkeiten dafür, welche der {\displaystyle 2^{k}} Teilnehmer in der ersten Runde gegeneinander spielen. Die Reihenfolge der Teilnehmer und der Spiele der ersten Runde wird dabei nicht berücksichtigt. Diese Anzahl steigt schneller als exponentiell mit der Anzahl der Teilnehmer:
| Anzahl der möglichen Spielpläne für ein einfaches Rundenturnier mit 2k Mannschaften | Anzahl der möglichen Spielpläne für ein einfaches Rundenturnier mit 2k Mannschaften | Anzahl der möglichen Spielpläne für ein einfaches Rundenturnier mit 2k Mannschaften |
| 2k                                                                                  | ohne Reihenfolge der Teilnehmer und der Spiele                                      | mit Reihenfolge der Teilnehmer und der Spiele                                       |
| ----------------------------------------------------------------------------------- | ----------------------------------------------------------------------------------- | ----------------------------------------------------------------------------------- |
| 2                                                                                   | 1                                                                                   | 2                                                                                   |
| 4                                                                                   | 3                                                                                   | 24                                                                                  |
| 8                                                                                   | 315                                                                                 | 40320                                                                               |
| 16                                                                                  | 638512875                                                                           | 20922789888000                                                                      |

Je nachdem, welcher der 2 Teilnehmer bei den {\displaystyle 2^{k}-1} Spielen jeweils gewinnt, gibt es {\displaystyle 2^{2^{k}-1}} verschiedene Turnierverläufe bei einem K.-o.-Turnier mit {\displaystyle 2^{k}} Teilnehmern.